# Rio Şuşiţa
O Şuşiţa é um rio da Romênia afluente do rio Siret